# Delray Beach Winter Championships 1995
Delray Beach Winter Championships 1995 — жіночий тенісний турнір, що проходив на відкритих кортах з твердим покриттям Delray Beach Tennis Center у Делрей-Біч (США). Належав до турнірів 2-ї категорії в рамках Туру WTA 1995. Відбувсь усімнадцяте і тривав з 6 до 12 березня 1995 року. Перша сіяна Штеффі Граф здобула титул в одиночному розряді.

## Фінальна частина

### Одиночний розряд
Штеффі Граф —  Кончіта Мартінес 6–2, 6–4
- Для Граф це був 2-й титул в одиночному розряді за рік і 88-й — за кар'єру.

### Парний розряд
Мері Джо Фернандес /  Яна Новотна —  Лорі Макніл /  Лариса Савченко 6–4, 6–0
- Для Фернандес це був 2-й титул за сезон і 15-й — за кар'єру. Для Новотної це був 4-й титул за сезон і 67-й — за кар'єру.